# Gammel Tølløse
Gammel Tølløse – miasto w Danii, w regionie Zelandia, w gminie Holbæk, licząca 272 mieszkańców (2024). 
Położona jest w parafii Tølløse, około dwa kilometry na zachód od miasta stacyjnego Tølløse i 14 kilometrów na południe od Holbæk. Wieś należy do gminy Holbæk i znajduje się w regionie Zelandia.
W miejscowości znajdują się kościół Tølløse Kirke oraz zamek Tølløse Slot.